# Jakub Elsenberg

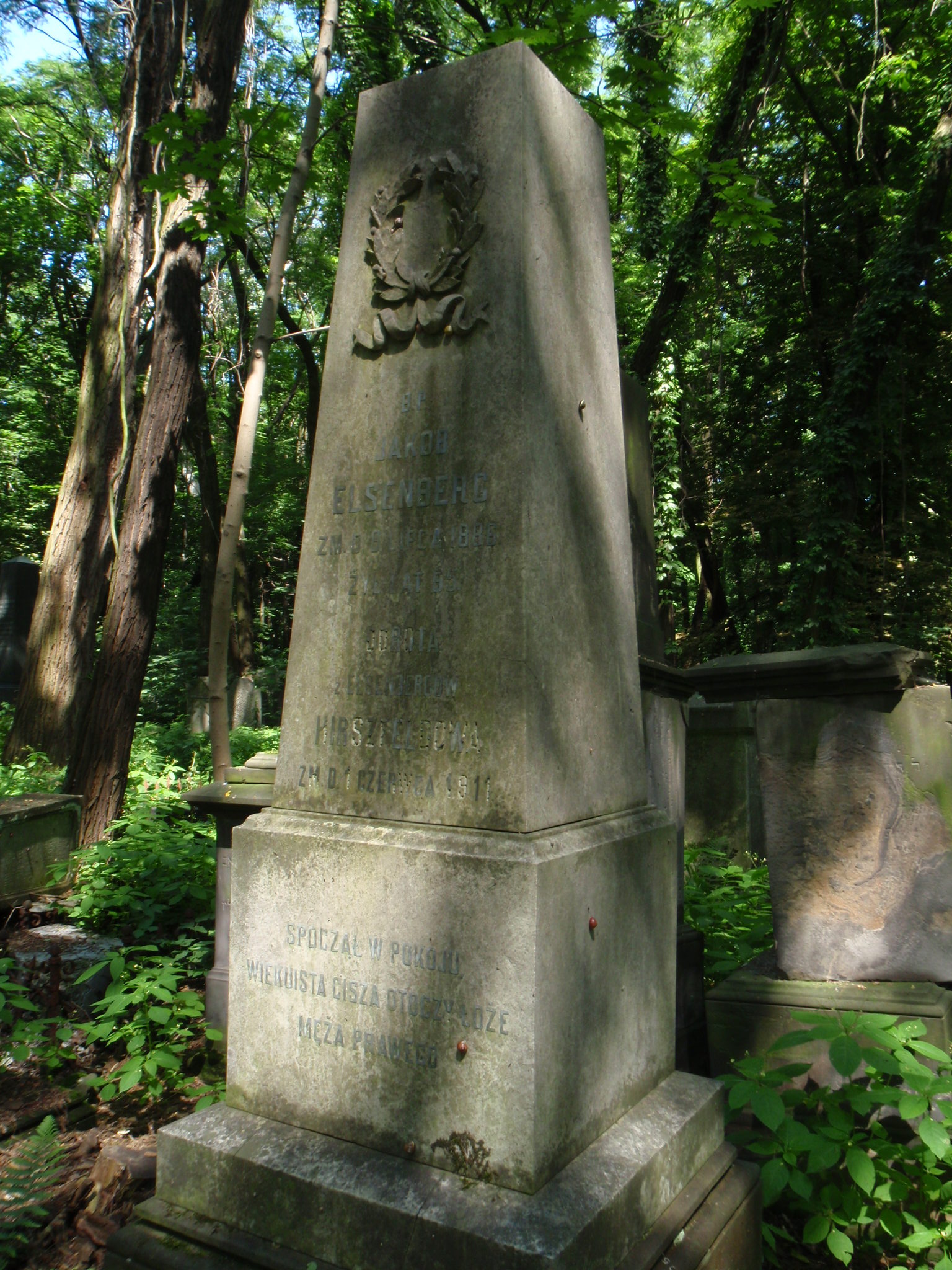
Grób Jakuba Elsenberga na cmentarzu żydowskim w Warszawie

Jakub Elsenberg lub Elzenberg (ur. 1820, zm. 8 lipca 1886 w Warszawie) – polski działacz żydowskiego pochodzenia, ojciec prawnika, publicysty i tłumacza Henryka Elzenberga oraz dziadek filozofa Henryka Józefa Mariana Elzenberga.
Sekretarz komitetu postępowej Niemieckiej Synagogi przy ulicy Daniłowiczowskiej w Warszawie. Zwolennik asymilacji Żydów z ludnością polską. Odegrał znaczącą rolę w zbliżeniu obu narodów. Pochowany na cmentarzu żydowskim przy ulicy Okopowej w Warszawie (kwatera 33, rząd 3).
Napisał między innymi:
- Modlitwy dla dzieci wyznania mojżeszowego (1848)
- Książka do modlitwy dla niewiast polskich wyznania mojżeszowego
- Książki do czytania